# みはらしの丘あいさい広場
みはらしの丘あいさい広場（みはらしのおかあいさいひろば）は、徳島県小松島市立江町にあるJA東とくしまが運営する産地直売所である。

## 歴史
- 2006年（平成18年）03月 - 四国最大級の産直市としてオープン[1]。
- 2007年（平成19年）12月 - 集出荷場を併設。
- 2018年（平成30年）04月27日 - 面積を1.5倍広げ、レストランやフードコート等も隣接しリニューアルオープン[2]。

## 交通
- JR牟岐線「阿波赤石駅」より徒歩約13分。
- 徳島バス小松島線（バイパス経由）、小松島立江線（休日の一部の便のみ）、目佐和田島線（休日のみ）「あいさい広場」下車、直結。